# میروسلاو لایچاک
میروسلاو لایچاک (انگلیسی: Miroslav Lajčák؛ زادهٔ ۲۰ مارس ۱۹۶۳) یک سیاست‌مدار اهل اسلواکی و وزیر امور خارجه کنونی این کشور است.وی از ژانویه ۲۰۰۹ تا ژوئیه ۲۰۱۰ نیز همین سمت را بر عهده داشت.